# Ger (Manche)
Ger ist eine französische Gemeinde mit 818 Einwohnern (Stand: 1. Januar 2022) im Département Manche in der Region Normandie. Die Gemeinde gehört zum Arrondissement Avranches und zum Kanton Le Mortainais. Die Einwohner werden Gérois genannt.

## Geographie
Ger ist die östlichste Gemeinde des Départements Manche. Sie liegt etwa 45 Kilometer östlich des Stadtzentrums von Avranches. Sie gehört zum Regionalen Naturpark Normandie-Maine. Umgeben wird Ger von den Nachbargemeinden Le Fresne-Poret im Norden, Tinchebray-Bocage im Osten und Nordosten, Lonlay-l’Abbaye im Osten und Südosten, Saint-Georges-de-Rouelley im Süden und Südosten, Barenton im Süden, Saint-Clément-Rancoudray im Westen sowie Sourdeval im Nordwesten.

## Bevölkerungsentwicklung
| Jahr                       | 1962 | 1968 | 1975 | 1982 | 1990 | 1999 | 2006 | 2013 |
| Einwohner                  | 1342 | 1245 | 1109 | 1075 | 1041 | 947  | 863  | 805  |
| Quellen: Cassini und INSEE |      |      |      |      |      |      |      |      |

## Sehenswürdigkeiten
- Kirche Saint-Matthieu, Anfang des 20. Jahrhunderts erbaut
- Schloss La Croix de Terre
- Töpfereimuseum

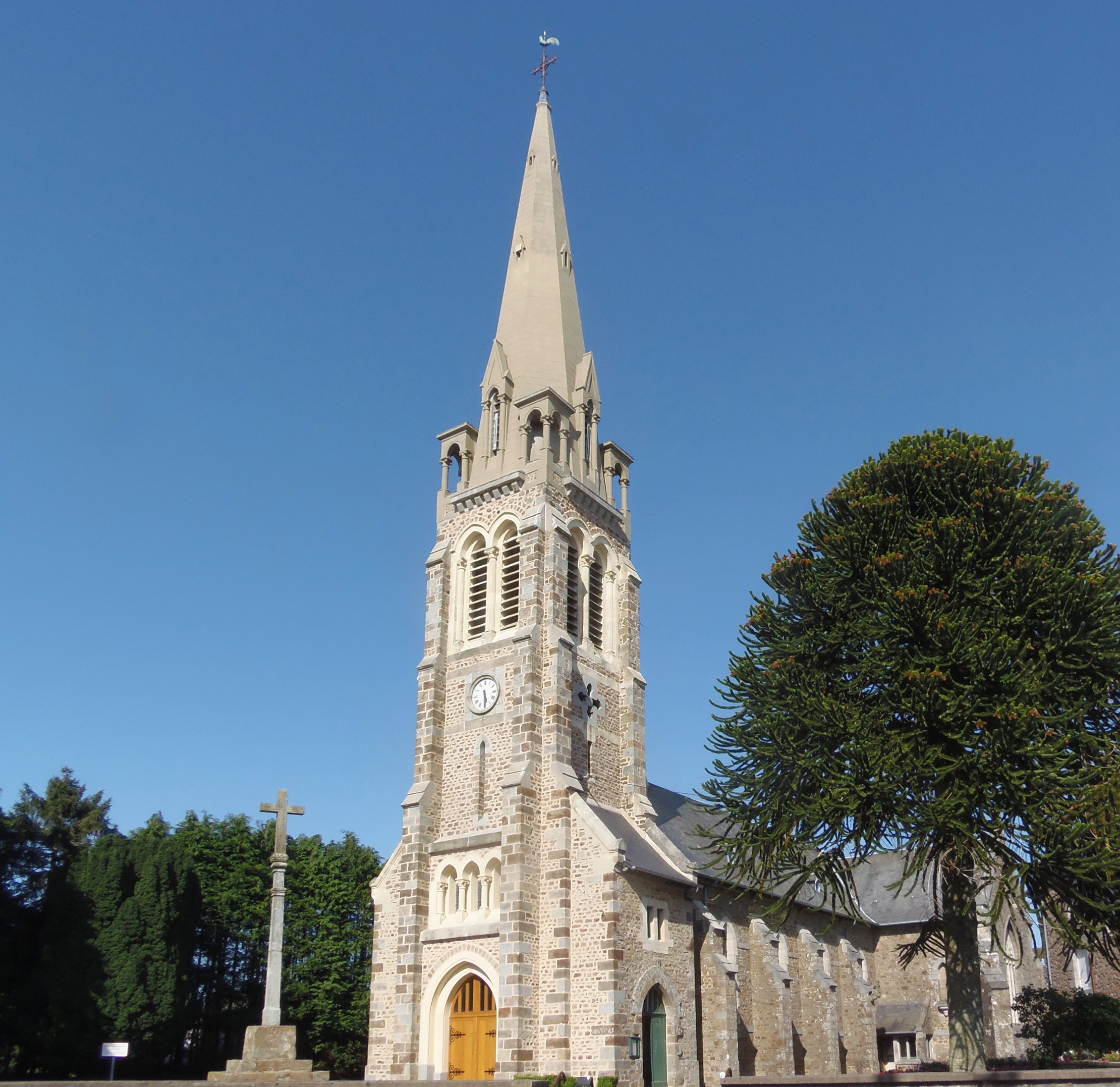
Kirche Saint-Matthieu
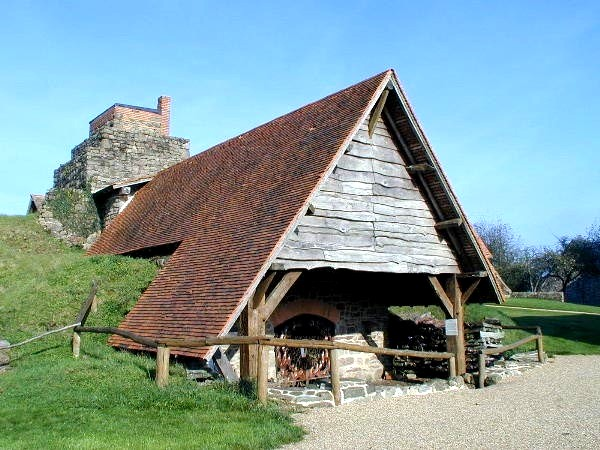
Töpfereimuseum